# Historyja o chwalebnym Zmartwychwstaniu Pańskim
Historyja o chwalebnym Zmartwychwstaniu Pańskim (oryg. Historya o chwálebnym zmartwychwstániu Páńskim. Ze czterech S. Ewángelistow zebrána / á wirszykami spisana.) – wielkanocne misterium wydane w Krakowie około roku 1580–1582, podpisane nazwiskiem Mikołaja z Wilkowiecka. Wśród badaczy dominuje pogląd, że był on jedynie redaktorem, który z większego tekstu pasyjno-rezurekcyjnego wyodrębnił sceny od złożenia Chrystusa do grobu po spotkanie z Tomaszem w wieczerniku, uzgadniając fragmenty z zapisem biblijnym oraz dodając komentarze inscenizacyjne. Tekst był powszechnie znany aż do końca XVIII wieku, często wystawiano go, nazywając Dialogiem częstochowskim i zapominając o XVI-wiecznym autorze. W 1631 roku został przerobiony przez Jana Karola Dachnowskiego i jako Historia o Zmartwychwstaniu Pańskim funkcjonował aż do drugiej połowy XIX wieku, wystawiany we wsiach w okolicach Tarnowa. W roku 1961 Kazimierz Dejmek powrócił do dawnego tekstu i wystawiał Historyję... na scenie.

## Treść
Misterium rozpoczyna scena pokazująca, jak po śmierci Chrystusa trzej "biskupi" żydowscy Annasz, Kajfasz i Faryzeusz wraz z Piłatem zgadzają strażników do pilnowania grobu, aby uczniowie i zwolennicy ukrzyżowanego nie wykradli potajemnie ciała, rozgłaszając, że ich Pan zmartwychwstał. Tymczasem Maryja Magdalena, Maryja Jakobi (matka Jakuba) oraz Maryja Salome i Joanna Chuzowska udają się do aptekarza Rubena, u którego kupują maści i oleje, aby dokonać ostatniej posługi przy Ukrzyżowanym. Mimo postawionych straży, kamienia przy wejściu do grobu i pieczęci Chrystus zmartwychwstaje. Gdy przerażeni strażnicy podnoszą wzrok, widzą już tylko białe puste prześcieradła i aniołów przy grobie. Biegną poinformować o zajściu swoich zwierzchników. Ci opłacają ich sowicie, aby nie rozpowiedzieli prawdy i rozgłaszali wszystkim, że ciało Jezusa zostało nocą z grobu wykradzione.
Zmartwychwstały Jezus staje u bramy piekielnej i władczym głosem domaga się otwarcia. Lucyper i Cerberus nie chcą go wpuścić, a uwięzieni w piekle Adam, Ozeasz, Abraham i patriarchowie, słysząc zbliżającego się Pana, domagają się uwolnienia. Gdy Jezus otwiera bramę, Lucyper zaczyna rozpaczać, przewidując upadek piekieł, ale Cerberus uspokaja go, że jeszcze wielu grzeszników trafi do Otchłani. Jezus uwiązuje Lucypera na łańcuchu i strąca go w głąb piekła. Uwalnia dusze tych, którzy odpokutowali już swoje winy, i przekazuje archaniołowi Michałowi, aby zabrał je do Nieba. Adam, Ozeasz, Abel, Noe, Jan Baptysta i Łotr proszą Zbawiciela, by ten pozwolił im udać się do Maryi, matki Jezusa, z wiadomością o zmartwychwstaniu. Żaden z nich jednak nie okazuje się godzien tego przywileju, nowinę zanosi Maryi Anioł, za którym do swojej matki podąża sam Jezus.
Gdy o świcie Maria Salome, Maria Jakobi i Joanna przybywają do grobu, zastają tam dwóch aniołów, którzy przekazują im radosną nowinę. Marii Magdalenie ukazuje się sam Zmartwychwstały. Początkowo w szatach ogrodnika, dlatego pozostaje nierozpoznany, gdy jednak zrzuca z siebie przebranie, kobieta pada mu do stóp. Jezus nie pozwala się jej dotknąć, póki nie uda się do swojego Ojca w Niebie. Kobiety spieszą poinformować o wydarzeniu Apostołów. Jezus ukazuje się świętemu Piotrowi, spotyka także Kleofasa i Łukasza, zdążających do Emaus. Pojawia się także wśród uczniów i błogosławi im. Ostatnia scena misterium pokazuje niewiernego Tomasza, który przekonuje się o prawdziwości zmartwychpowstałego Pana.